# Stein (броварня)
Броварня «Stein» (Штайн, словац. Pivovar Stein a.s.) — словацьке пивоварне підприємство, розташоване у столиці країни Братиславі.
Назване на честь засновника — Александра Стейна.

## Історія
Броварню Stein було засновано 1873 і від самого початку вона стала одним з найбільших виробників пива на словацьких землях. З того часу виробництво зупинялося лише одного разу — під час Другої Світової війни. Пиво броварні швидко знайшло шанувальників не лише у Братиславі, але й в інших частинах Австо-Угорської імперії. Підприємство також брало участь у міжнародних пивних виставках в інших європейських країнах.
1948 року підприємство було націоналізоване урядом ЧССР і воно отримало статус братиславського відділення державного пивоварного концерну Західнословацькі пивоварні (словац. Západoslovenské pivovary, n.p.).
1989 року підприємство повернуло свою історичну назву, а у 1995 відбулося його приватизація зі створенням акціонерного товариства, власниками якого стали працівники броварні.

## Продукція

Пляшки пива ТМ «Stein»

Наразі броварнею Stein здійснюється виробництво чотирьох сортів пива. За даними виробника пиво виготовлюється за класичною технологією з бродінням у два етапи, сукупна тривалість яких становить 40-45 діб. 
- Stein 10% Vyčapne — світле пиво. Густина 10%; алк.об. 4,1 %.
- Stein 12% Leziak — світле пиво. Густина 12%; алк.об. 5,0 %.
- Stein Konzumné — світле пиво. Густина 8%; алк.об. 3,0 %.
- Grošák Horden — світле пиво. Густина 10%; алк.об. 3,0 %.

Усі сорти пива розливаються у пляшки та, крім Stein Konzumné, у кеги ємністю 50 літрів.
Крім виробництва пива броварня також займається розливом безалкогольних напоїв Steinkola та Kofola, а також дистрибуцією на внутрішньому ринку продукції декількох чеських виробників пива.